# Tomáš Garrigue Masaryk
Tomáš Garrigue Masaryk [ˈtomaːʃ ˈɡarɪk ˈmasarɪk] (fil), född 7 mars 1850 i Hodonín i Mähren, död 14 september 1937 i Lány i Tjeckoslovakien, var en tjeckisk filosof och sociolog och Tjeckoslovakiens förste president (1918–1935). Masaryk betraktas som Tjeckoslovakiens grundare.

## Biografi
Tomáš Garrigue Masaryk kom från enkla förhållanden i staden Göding i Mähren. Fadern var slovak och modern kom från Mähren. Han arbetade som smed och började sedan studera vid universiteten i Brünn, Wien och Leipzig. Universitetet i Prag utnämnde honom till professor i filosofi 1882, och han ägnade de närmast följande åren till att främja studiet av den tjeckiska kulturen.
1891–1893 var han ledamot av det österrikiska parlamentet, Reichsrat, som medlem av Unga tjeckiska partiet, och 1907–1914 för Realistiska partiet. För att undkomma åtal för landsförräderi, flydde han från landet när första världskriget utbröt, och han begav sig till Schweiz, Italien och England, där han propagerade för ett självständigt Tjeckoslovakien. I London blev han professor vid King's College där han föreläste om minoritetsfolk, men lämnade landet för Frankrike för att söka ytterligare stöd. Efter februarirevolutionen for han till Ryssland där han organiserade en motståndsrörelse, de så kallade tjeckoslovakiska legionerna, men for redan samma år till USA för överläggningar med Woodrow Wilson.
Den 18 oktober 1918 proklamerade Masaryk Tjeckoslovakiens självständighet på Independence Hall i Philadelphia. Anspråken erkändes av de allierade samma år, då Österrike-Ungern föll, varmed Masaryk blev president. I det första allmänna valet i landet 1920 blev han formellt vald av folket, och han kvarblev på posten tills han 14 december 1935 drog sig tillbaka på grund av sviktande hälsa. Han efterträddes av Edvard Beneš.
Masaryk gifte sig med en protestantisk amerikanska, Charlotte Garrigue, med vilken han fick sonen Jan Masaryk, som blev utrikesminister, Herbert, Alice, Anna och Olga.
I filosofiskt hänseende var Masaryk humanist och rationalist, kritiker till den tyska idealismen och till marxismen, men med sympatier med den anglosaxiska analytiska filosofin. På grund av ofelbarhetsdogmen och sin hustrus inverkan lämnade han den katolska kyrkan och blev icke-utövande protestant.

## Eftermäle
Avenida Presidente Masaryk är namnet på en gata i stadsdelen Polanco i Mexico City. Gatan är känd för eleganta restauranger och boutiquer med lyxartiklar och exklusiva varumärken, bara några kvarter från presidentpalatset Los Pinos och Castillo de Chapultepec.
Asteroiden 1841 Masaryk är uppkallad efter honom.

## Utmärkelser
- Hedersmedborgare i Strakonice,  1918[21][22]
- Hedersmedborgare i Třebíč,  2 november 1918[23]
- Karageorgevitjs stjärnas orden,  1920[24]
- Hedersdoktor vid Strasbourgs universitet,  1920[25][26]
- Hedersdoktor vid Sorbonne,  1921[27][28]
- Storkors av Hederslegionen,  1921[24][29]
- Hedersmedborgare i Prag,  1922
- Hedersdoktor vid evangeliska teologiska fakulteten vid Karlsuniversitetet,  24 maj 1923[30][31]
- Storkorset av Karl III:s orden,  1924[24]
- Vita örnens orden,  1925[24]
- Elefantorden,  7 mars 1925[32][33][34]
- Storkors av Frälsarens orden,  1927[24]
- Tre Stjärnors orden, första klass,  1927[24]
- Storkorset med kedja av Finlands Vita Ros orden,  13 februari 1930[35]
- Hedersmedborgare i Moravské Budějovice,  7 mars 1930[36][37]
- Storkorset av Sankt Jakobs Svärdsorden,  10 april 1930[38]
- 1:a graden av Örnkorsets orden,  29 april 1931[39]
- Hedersmedborgare i Nové Město na Moravě,  1935[40]
- Hedersmedborgare,  3 mars 1935[41]
- Hedersmedborgare i Strakonice,  6 mars 1935[42][22]
- Hedersmedborgare i Kladno,  7 mars 1935[43]
- Hedersmedborgare i Brno,  7 mars 1935[44]
- Sankt Mikaels och Sankt Georgsorden
- Österrikiska republikens förtjänstorden
- Finlands Vita Ros orden
- Vita elefantens orden
- Krysantemumorden
- Sankt Mauritius och Sankt Lazarusorden
- Sankt Jakobs Svärdsorden
- Nederländska Lejonorden
- Örnkorsets orden
- Karl III:s orden
- Hedersmedborgare i Kopřivnice[45]
- Hedersmedborgare i České Budějovice
- Tre Stjärnors orden
- Hedersmedborgare i Nové Město nad Metují[46]
- Hedersmedborgare i Žamberk
- Hedersmedborgare i Polná
- Frälsarens orden
- Muhammed Ali-orden

[Redigera Wikidata]